# Трубконосики
Трубконосики или Дриофториды (лат. Dryophthorinae) — подсемейство жуков из семейства долгоносики (Curculionidae, иногда рассматривается в статусе отдельного семейства Dryophthoridae или Rhynchophoridae). Более 1200 видов.

## Ареал
Встречаются всесветно, главным образом в тропиках, некоторые виды интродуцированы в умеренные широты.
На территории России встречается 9 видов.

## Описание
Среднего и крупного размера жуки-долгоносики, длина тела от 2 до 75 мм. Форма тела продолговатая или широкоовальная, окраска разнообразная. Антенны с 4-х или 6-члениковым жгутиком. Переднеспинка шире головы. Встречаются как крылатые, так и бескрылые виды. Лапки 5-члениковые или ложночетырёхчлениковые. Коготковая хета отсутствует. Имаго питаются тканями растений, а безногие беловато-кремовые личинки развиваются внутри стеблей, корней и в семенах.
Dryophthorinae экологически отличительны среди немногих высших таксонов насекомых и почти полностью специализируются на однодольных. Подавляющее большинство из 153 родов Dryophthorinae, особенно богатая видами триба Rhynchophorini, связаны с подвергнутыми стрессу, умирающими или мёртвыми однодольными покрытосеменными. Из-за тесной связи с однодольными и их предпочтения к растениям, которые могут подвергаться стрессу из-за условий существования, иногда присутствующих в сельскохозяйственных условиях, таких как засуха, монокультура или болезни, дриофторины включают ряд серьезных вредителей экономически важных растений. Члены триб Dryophthorini, Stromboscerini и Orthognathini сапротрофны, питаются разлагающимися семенными растениями (цветковые, хвойные и так далее) с большинством взрослых представителей Dryophthorini и Stromboscerini, обитающих в опавших листьях или гниющей древесине. Возможно, наиболее экономически важным и широко распространенным родом долгоносиков является Sitophilus Schoenherr (подтриба Litosomina), которые являются основными вредителями сохраняемого зерна повсюду, где собирают урожай зерновых на протяжении тысячелетий. Наблюдая огромное количество этих долгоносиков в районах транспортировки зерна в Австралии, Циммерман (1993) предположил, что они также могут быть одними из самых распространенных насекомых на Земле. Известно также, что виды Sitophilus linearis и Tryphetus incarnatus отходят от однодольных зерновых культур и развиваются вместо этого в бобовых семенных стручках. Другими отклонениями от однодольных кормлений является род Phacecorynes Schoenherr, который связан с мёртвыми или умирающими цикадами, и триба Cryptodermatini, которые, как недавно обнаружено, предпочитают папоротники Marattiaceae; оба случая означают поразительные сдвиги между растениями-хозяевами внутри Dryophthorinae. 
В дополнение к разнообразным диетическим предпочтениям, это подсемейство также сильно варьирует в размерах от 1,5 мм до более 28 мм. Сапротрофные Dryophthorini и Stromboscerini редко достигают длины более 4 мм. Исключение составляют гораздо более крупные Nephius Pascoe (6 мм) и Stromboscerus Schoenherr (6 мм) из трибы Stromboscerini, а также ряд нехарактерно крупных (5 мм и более) видов Dryophthorus Germar, которые распространились на Гавайский архипелаг. Dryophthorini и Stromboscerini ранее были классифицированы в подсемействе Cossoninae или около них (Morimoto, 1962), которые также имеют небольшие размеры и питаются мёртвыми или разлагающимися органическими веществами. С другой стороны, Rhynchophorini включает некоторых из самых крупных известных жуков этого подсемейства, включая восточноазиатских Mahakamia Ritsema, размер которой превышает 25 мм, без учета удлинённых ног (с ногами 70 мм), или Protocerius colossus (Olivier) размером более 28 мм.
Включает ряд карантинных объектов, например, таких опасных сельскохозяйственных вредителей, как агавовый долгоносик Scyphophorus acupunctatus, повреждающего до 40 % голубой агавой (Agáve tequilána), которая служит основным источником алкогольных напитков, таких как текила, мескаль и пульке
. К опасным карантинным вредителям относят многих пальмовых долгоносиков (Rhynchophorus), которые вредят различным видам пальм, сахарному тростнику, бананам. В то же время их крупные мясистые личинки употребляются в пищу местным населением Африки и Юго-Восточной Азии. Личинки некоторых видов рода Cyrtotrachelus вредят бамбуку в Китае.

## Систематика
Более 150 родов и 1200 видов. Таксон был впервые выделен в отдельное семейство Dryophthoridae из общего семейства долгоносиков (Curculionidae) в 1825 году шведским энтомологом Карлом Иоганном Шёнгерром (Schönherr, 1825). В составе семейства выделяли 5 «подсемейств» (Rhynchophorinae Schonherr, 1833, Stromboscerinae Lacordaire, 1865 и другие). Однако, в дальнейшем таксон часто рассматривался в статусе подсемейства и в разном объёме (указанным выше подсемействам придавался ранг групп триб).
- Семейство Curculionidae
  - Подсемейство Dryophthorinae
    - Группа триб «Cryptodermatinae» Bovie, 1908: Cryptodermatini (Cryptoderma)
    - Группа триб «Dryophthorinae» Schönherr, 1825:
      - Dryophthorini: Dryophthorus — Psilodryophthorus — Stenommatus — †Lithophthorus — ?†Spodotribus[17]

    - Группа триб «Orthognathinae» Lacordaire, 1865:[18]
      - Orthognathini: Mesocordylus — Orthognathus — Sipalinus
      - Rhinostomini: Rhinostomus (syn.: Harpacterus — Rhina — Yuccaborus)

    - Группа триб «Rhynchophorinae» Schönherr, 1833:
      - Diocalandrini: Diocalandra[19]
      - Litosomini: Melchus — Microspathe — Myocalandra — Neocalandra — Neophrynoides — Oliabus — Paramorphorrhinus — Periphemus — Sitophilus и другие (всего около 30)
      - Ommatolampini: Aphiocephalus — Cylindrodcyba — Lampommatus — Ommatolampes
      - Polytini: Polytus
      - Rhynchophorini: Abrachius — Cyrtotrachelus — Dynamis — Macrocheirus — Mahakamia — Omotemnus — Otidognathus — Paratasis — Pristirhina — Protocerius — Rhynchodynamis — Rhynchophorinus — Rhynchophorus (Красный пальмовый долгоносик)
      - Sphenophorini: Abacobius — Acantharhinus — Acherus — Billbergia (род жуков) — Cactophagoides — Cactophagus — Cercidocerus — Coraliphorus — Cosmopolites — Cryptocordylus — Cyrtomasias — Diathetes — Metamasius — Rhodobaenus — Scyphophorus — Sphenophorus и другие (всего около 80)

    - Группа триб «Strombosecrinae» Lacordaire, 1865:
      - Stromboscerini: Allaeotes — Besuchetiella — Dexipeus (D. krasilnikovi)— Dryophthoroides — Nephius — Orthosinus — Parasynnommatus — Stromboscerus — Synommatoides — Synommatus — Tasactes — Tetrasynommatus — †Stenommatomorphus

|                                                                            |  |
| Пальмовые долгоносики Rhynchophorus ferrugineus и Rhynchophorus bilineatus |  |